# Jaworzynka (dopływ Bystrej)
Jaworzynka – niewielki potok w Jaworzynce w polskich Tatrach Zachodnich. Teoretycznie spływa spod Przełęczy między Kopami i Diabełka Długim Żlebem przez polanę Jaworzynkę. Teoretycznie, gdyż prawie zawsze jego koryto jest suche, woda spływa nim tylko po większych opadach lub wiosennych roztopach. Jest to skutek wapiennego podłoża, w którym silnie rozwinięte są zjawiska krasowe, wskutek czego dolina ma odwodnienia podziemne. Niektórzy twierdzą, że jest to także skutek wycięcia lasów na orograficznie prawych zboczach doliny Jaworzynki i dawnego bardzo intensywnego pasterstwa, co doprowadziło do całkowitej erozji tych zboczy. Władysław Cywiński pisze: Dowodem na ostateczne przywrócenie Jaworzynki do życia będzie pojawienie się stałego strumienia. Pasterstwo zostało tutaj jednak już dawno zniesione, a zbocza w większości zrekultywowane: obsadzone modrzewiami i olchami.
Potok Jaworzynka na wysokości 1014 m n.p.m. uchodzi do potoku Bystra w Kuźnicach, tuż przed sztucznym zbiornikiem i zaporą na Bystrej. W dolnej części polany Jaworzynki na potoku Jaworzynce znajduje się niewielka betonowa zapora, wybudowana w 1898 r. Od budowy tej zapory rozpoczęto regulację systemu Bystrej. Wzdłuż dolnej części potoku Jaworzynki prowadzi szlak turystyczny.
Zlewnia potoku Jaworzynka ma powierzchnię 1,731 km². W płaskim dnie doliny znajduje się suche koryto potoku. W okresie średnich wodostanów potok płynie tylko w dolnej części, przed zaporą przeciwszutrową. Jego długość wynosi wówczas 0,425 km, a spadek 11,7%. Koryto o szerokości 1–1,5 m zawalone jest głazami morenowymi i dolomitowym rumoszem skalnym. Jedyne źródło o wydajności 0,1 l/s wybija w żlebie między Małym i Dużym Rąbaniskiem, jego woda gubi się jednak w rumoszu skalnym. Przed zaporą w rumoszu skalnym potok rozdziela się na kilka koryt. W czasie ulewnych deszczów żleby opadające ze stoków doliny Jaworzynki znoszą do koryta potoku rumosz skalny; najwięcej Skupniów Żleb, u wylotu którego powstał duży stożek napływowy, okresowo przez wody rozcinany do głębokości 1 m. W okresie dużych opadów Jaworzynka transportuje duże ilości rumowiska.

## Szlaki turystyczne
przebiegający dnem doliny Jaworzynki z Kuźnic na Przełęcz między Kopami. Czas przejścia: ok. 1:30 h, ↓ 1:00 h.